# Kaspar Hassel
Kaspar Fredrik Hassel (Roan, 6 novembre 1877 – Bergen, 9 aprile 1962) è stato un velista norvegese.

## Palmarès

### Olimpiadi
- 1 medaglia:
  - 1 oro (Anversa 1920 nella classe 12 metri, regole 1919)